# Киндасово
Ки́ндасово (карел. Kindahankylä, Kinnas) — старинная карельская деревня в составе Пряжинского городского поселения в Пряжинском национальном муниципальном районе Республики Карелия.

## Общие сведения
Расположена на берегу реки Шуя.
Первое упоминание о селе в писцовых книгах Обонежской пятины относится к 1496 году.
В деревне находятся памятники истории — памятное место, где находился фашистский концлагерь в годы Советско-финской войны (1941—1944) и могила массового захоронения жертв концлагеря.
С 1985 года в Киндасово ежегодно (в июне) проводится республиканский фестиваль народного юмора.
В деревне в 2002 году построена часовня Введения во храм Пресвятой Богородицы, действует музей культовых сооружений древних саамов, а также открыт «памятник рукавице» в 2010 году.
В переводе с карельского языка kinnas — рукавица.

## Население
Численность населения в 1905 году составляла 124 человека.
| 2002 | 2009 | 2010 | 2013 |
| ---- | ---- | ---- | ---- |
| 31   | ↗46  | ↘16  | ↘14  |

## Памятники природы
На северо-восток от деревни находится государственный болотный заказник «Болото Койву-Ламбасуо» — особо охраняемая природная территория, типичная болотная система Южной Карелии.

## Транспорт
От Петрозаводска до Киндасово работает автобусный маршрут «Петрозаводск — Киндасово».
В день проведения праздника народного юмора работает дополнительный маршрут «Пряжа — Киндасово».
Обслуживанием дорог занимается Пряжинское ДРСУ ГУП РК «Мост».

## Известные уроженцы
1. В деревне родился Герой Социалистического Труда П. С. Гаврилов.

## Песни
Специально к XXXIII-летнему ежегодному фестивалю народного юмора карельским композитором Сергеем Гоноболевым была написана песня «Киндасово» на стихи Ивана Кукушкина, жителя местечка Устье, близкого от деревни.
16 июня 2018 года песня была исполнена на празднике Антоном Кукушкиным.